# Beyond Glory
Beyond Glory is een Amerikaanse dramafilm uit 1948 onder regie van John Farrow.

## Verhaal
Wanneer door zijn schuld een officier om het leven komt, wordt kapitein Rockwell Gilman in staat van beschuldiging gesteld. Hij verzet hemel en aarde om zijn onschuld te bewijzen. Zijn verhouding met een weduwe bemoeilijkt de zaak.

## Rolverdeling
| Acteur           | Personage                    |
| ---------------- | ---------------------------- |
| Alan Ladd        | Kapitein Rockwell Gilman     |
| Donna Reed       | Ann Daniels                  |
| George Macready  | Generaal-majoor Bond         |
| George Coulouris | Lew Proctor                  |
| Harold Vermilyea | Raymond Denmore              |
| Henry Travers    | Pop Dewing                   |
| Tom Neal         | Kapitein Henry Jason Daniels |
| Conrad Janis     | Raymond Denmore jr.          |
| Dick Hogan       | Sergeant Eddie Loughlin      |
| Paul Lees        | Cadet Miller                 |
| Audie Murphy     | Cadet Thomas                 |
| Geraldine Wall   | Mevrouw Daniels              |
| Luis Van Rooten  | Dokter White                 |
| Charles Evans    | Mijnheer Julian              |
| Margaret Field   | Cora                         |